# Пістаярві
Пістаярві (рос. Пистаярви, також Тіхтозеро, Охта, Пішт-озеро) — озеро в Калевальському районі Карелії, Російська Федерація.
Через озеро протікає річка Піста. В озеро впадають річки Вожма, Охта, Хайкійокі та Шарві. На озері є острови. Береги лісисті та місцями болотисті. В озері достатньо велика кількість риби.
На північному березі озера розташоване закинуте село Тіхтозеро.